# Slavenka Drakulić

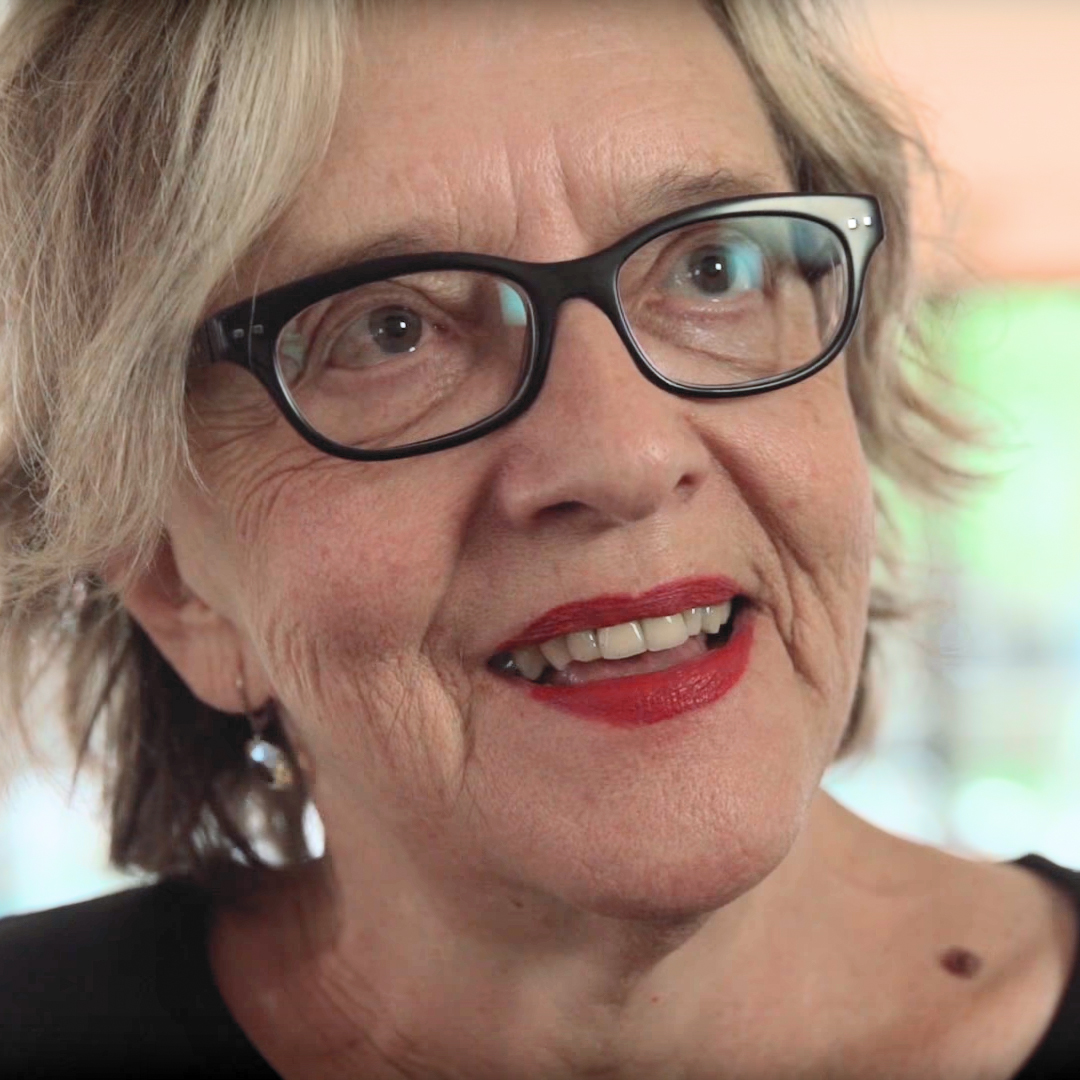
Slavenka Drakulić

Slavenka Drakulić (* 4. Juli 1949 in Rijeka) ist eine kroatische Schriftstellerin und Journalistin.

## Leben
Slavenka Drakulić ist eine der bekanntesten Schriftstellerinnen Kroatiens, ihre Romane und Sachbücher wurden in viele Sprachen übersetzt, acht davon bisher ins Deutsche.
Sie schreibt als Journalistin für internationale Tageszeitungen und Zeitschriften, darunter auch für die Süddeutsche Zeitung. Zusammen mit ihrem Ehemann, dem schwedischen Journalisten und Schriftsteller Richard Swartz, besitzt sie ein Haus in Istrien und lebt zudem zeitweise in Zagreb, Stockholm, Wien und Berlin. Sie reist sehr viel.
2002 wurde sie für ihr Buch „Kriegsverbrecher aus dem ehemaligen Jugoslawien vor dem Internationalen Gerichtshof in Den Haag“ zusammen mit Nikolai von Koslowski (Regie) mit dem Robert-Geisendörfer-Preis in der Kategorie Hörfunk ausgezeichnet.
2005 wurde sie für ihr Buch Keiner war dabei – Kriegsverbrechen auf dem Balkan vor Gericht mit dem Leipziger Buchpreis zur Europäischen Verständigung ausgezeichnet. 2020 erhält sie gemeinsam mit Richard Swartz den Internationalen Stefan-Heym-Preis.

## Werke (Auswahl)
Essays und Berichte
- 1984 Smrtni grijesi feminizma (Todsünden des Feminismus)
- 1991 How we survived communism and even laughed (Wie wir den Kommunismus überstanden – und dennoch lachten; übersetzt von Ulrike Bischoff) Rowohlt-Taschenbuch, 1991, ISBN 3-87134-019-7
- 1992 Balkan Express. Fragments from the Other Side of the War (Sterben in Kroatien. Vom Krieg mitten in Europa) Rowohlt-Taschenbuch, 1992, ISBN 3-499-13220-6
- 1996 Café Europa – life after communism (Café Paradies oder die Sehnsucht nach Europa) Aufbau-Taschenbuch, 1997, ISBN 3-7466-1242-X
- 2005 They would never hurt a fly. War Criminals on Trial in the Hague (Keiner war dabei. Kriegsverbrechen auf dem Balkan vor Gericht; übersetzt von Barbara Antkowiak) Zsolnay, 2004, ISBN 3-552-05290-9
- 200? Flesh of Her Flesh[3] (Leben spenden. Was Menschen dazu bewegt, Gutes zu tun; übersetzt von Hainer Kober) Zsolnay, 2004, ISBN 978-3-552-05439-4

Romane
- 1987 Hologrami straha (Das Prinzip Sehnsucht; übersetzt von Irene und Benno Meyer-Wehlack) Rowohlt-Taschenbuch, 1989, ISBN 3-499-12557-9
- 1995 Mramorna koža (Marmorhaut; übersetzt von Astrid Philippsen) Aufbau-Taschenbuch, 1998, ISBN 3-351-02847-4
- 1997 Božanska glad (Das Liebesopfer; übersetzt von Astrid Philippsen) Aufbau-Taschenbuch, 1997, ISBN 3-351-02833-4
- 1999 Kao da me nema (Als gäbe es mich nicht; übersetzt von Astrid Philippsen) Aufbau-Taschenbuch, 1999, ISBN 3-351-02876-8[4]
- 2007 Frida ili o boli (Frida; übersetzt von Katharina Wolf-Grießhaber) Zsolnay, 2007, ISBN 3-552-05408-1
- 2016 Dora und der Minotaurus, übersetzt von Katharina Wolf-Grießhaber. Aufbau, Berlin 2016, ISBN 978-3-351-03643-0
- 2018 Mileva Einstein oder Die Theorie der Einsamkeit, übersetzt von Katharina Wolf-Grießhaber 2018. Aufbau, Berlin, ISBN 978-3-351-03707-9